# Gurgy-le-Château
 Gurgy-le-Château  es una población y comuna francesa, en la región de Borgoña, departamento de Côte-d'Or, en el distrito de Montbard y cantón de Recey-sur-Ource.

## Demografía
| 116 | 110 | 87 | 84 | 68 | 61 |
| Para los censos de 1962 a 1999 la población legal corresponde a la población sin duplicidades (Fuente: INSEE [Consultar]) |     |    |    |    |    |